# GRB 080319B
GRB 080319B е гама експлозия (GRB), регистрирана на 19 март 2008 г. от космическия апарат Swift. Гама експлозията поставя рекорд за най-отдалечен обект, който може да се наблюдава с просто око, като има видима пикова амплитуда 5,8 и може да се наблюдава с просто око цели 30 секунди. Яркостта е по-голяма от 9,0 за приблизително 60 секунди. Ако се наблюдава от разстояние 1 AU, ще има максимална видима величина -67,57 (2,148 × 1016 пъти по-ярка във видимата област от Слънцето -26,74).

## Преглед
Червеното отместване е 0,937, което означава, че гама експлозията е отпреди 7,5 милиарда години – наполовина от времето на Големия взрив.
Гама експлозията поставя рекорд за най-ярък наблюдаван обект, 2,5 милиона пъти по-ярка от най-ярката супернова SN 2005ap.
Фактите сочат, че последващото сияние е било особено ярко благодарение на гама-струя, фокусиранa точно по посока на зрителната линия към Земята. Това позволява безпрецедентно изследване на струйната структура, състояща се от тясно фокусиран конус и вторичен по-широк конус. Ако това е норма, то повечето GRB засичания улавят само по-слабия конус, и следователно отдалечените GRB са твърде слаби, за да бъдат засечени със сегашните телескопи. Това означава, че гама експлозиите са много по-често срещано явление от дотогава предполагаемото.
Поставен е и рекорд за броя на наблюдаваните експлозии със същия спътник за 4 дни. Тази експлозия е кръстена със суфикса B, тъй като е втората експлозия за деня. Регистрирани са пет GRB за период от 24 часа, включително GRB 080320.
До тази гама експлозия галактиката M33, на разстояние около 2,9 милиона светлинни години, е най-далечният обект, видим с просто око. Галактиката остава най-далечният постоянен обект, който може да се види без помощ на апаратура.
Предложено е това събитие да се нарече събитието на Кларк, тъй като достига Земята само часове преди смъртта на Артър Кларк, носител през 1956 г. на наградата Хюго заради разказа си от 1955 г. „Звездата“.
Графиката по-долу показва яркостта в оптичния и по-високо енергетичния диапазон за гама експлозията. Първата оптична експозиция започва около 2 секунди преди източника да бъде наблюдаван за първи път от телескопа SWIFT и продължава 10 секунди. След това излъчването в двете криви достига около 60 секунди преди дълъг експоненциален разпад.

### Цитати
- Bloom, Joshua S. Observations of the Naked-Eye GRB 080319B: Implications of Nature's Brightest Explosion //  Astrophysical Journal 691.   March 25, 2008. DOI:10.1088/0004-637X/691/1/723. с. 723.
- Racusin, Judith L. Broadband observations of the naked-eye γ-ray burst GRB 080319B //  Nature 455 (7210).   2008. DOI:10.1038/nature07270. с. 183 – 188.

### Препратки към бази данни
- GRB 080319B //  SIMBAD.   Centre de données astronomiques de Strasbourg.